# Гентенар, Деннис
Деннис Гентенар (нидерл. Dennis Gentenaar; родился 30 сентября 1975 года, Неймеген) — нидерландский футбольный вратарь, футбольный тренер. Воспитанник клуба НЕК, выступал также за дортмундскую «Боруссию», «Аякс», ВВВ-Венло и «Алмере Сити».

## Клубная карьера
Деннис Гентенар начал свою футбольную карьеру в юношеской команде клуба ЗОВ из его родного города Неймегена. Позже Деннис стал выступать за молодёжный состав клуба НЕК на позиции полузащитника. Дебют Денниса в основной команде НЕКа состоялся 26 ноября 1995 года в матче чемпионата Нидерландов против ПСВ, Гентенар вышел на поле 58-й минуте вместо полузащитника Хуана Вьедмы, к этому времени НЕК проигрывал со счётом 0:2, в итоге ПСВ в гостях одержал победу со счётом 0:5.
На позиции вратаря Деннис впервые сыграл за НЕК 15 марта 1996 года в матче против «Твенте», Гентенар появился в матче на замену на 46-й минуте заменив легендарного вратаря Вилфрида Брокхёйса, который проводил свой десятый сезон за НЕК. Дебют Денниса в качестве вратаря выдался не слишком удачным, его команда дома уступила «Твенте» со счётом 1:4, причём последние три мяча были забиты именно в ворота Гентенара. Всего в сезоне 1995/96 Гентенар сыграл лишь 2 матча, в основном Деннис в сезоне выступал за молодёжный состав НЕК’а. Лишь в сезоне 2000/01 Деннис стал основным вратарём НЕКа, за пять сезонов Гентенар провёл в чемпионате 170 матчей, а в сезоне 2003/04 Деннис был назван лучшим игроком своего клуба.
Летом 2005 года Гентенар отправился в Германию выступать за дортмундскую «Боруссию», но сразу же оказался в роли запасного вратаря. В начале февраля 2006 года Деннис подписал трёхлетний контракт с амстердамским «Аяксом», но контракт начинал действовать лишь с июня 2006 года и поэтому Деннису пришлось остаться в Германии. В составе «Боруссии» Денис дебютировал 4 марта 2006 года в матче чемпионат Германии против «Майнца», завершившийся вничью 1:1. Всего за «Боруссию» Деннис провёл 10 матчей в чемпионате и пропустил 12 мячей.
В июне 2006 года Деннис стал игроком «Аякса», но Гентенару отводилась роль лишь третьего вратаря в клубе после Мартена Стекеленбурга и Кеннета Вермера. Дебютировал Деннис лишь в конце года, 27 декабря в матче против «Роды» из Керкраде, Гентенар отыграл весь матч, а его команда одержала домашнюю победу со счётом 2:0. В своём первом сезоне за «Аякс» Деннис сыграл в чемпионате два матча, а также стал обладателем Кубка Нидерландов 2007 года. За три сезона в «Аяксе» Гентенар сыграл лишь семь матчей, в сезоне 2008/09 Деннис не провёл ни одной игры в чемпионате.
В начале июня 2009 года Гентенар подписал трёхлетний контракт с клубом «ВВВ-Венло», который в сезоне 2008/09 стал победителем первого дивизиона Нидерландов. Переход 33-летнего вратаря обошёлся команде бесплатно, так как контракт Денниса с «Аяксом» истекал 30 июня 2009 года. Гентенар стал заменой бельгийского вратаря Кевина Бегуа, который не слишком удачно выступал в сезоне 2008/09.
В июле 2012 года Деннис заключил двухлетний контракт с клубом «Алмере Сити».

## Достижения
- Обладатель Кубка Нидерландов: 2007
- Футбольный вратарь года в Нидерландах: 2003